# Georgia (cantante)
Georgia, pseudonimo di Georgia Rose Harriet Barnes (Londra, 6 febbraio 1990), è una cantautrice e produttrice discografica britannica.

## Biografia
Georgia ha pubblicato il suo secondo album, intitolato Seeking Thrills, nel gennaio 2020. Ha raggiunto la 47ª posizione della Official Albums Chart e la 139ª in Belgio. È tra gli album candidati al Premio Mercury 2020. Ha piazzato quattro singoli in Belgio (Fiandre) e due in Belgio (Vallonia). Ha ricevuto due candidature agli AIM Awards 2019 e due ai NME Awards 2020. Nel 2023 è stato pubblicato il suo terzo album, Euphoric.

## Discografia

### Album in studio
- 2015 – Georgia
- 2020 – Seeking Thrills
- 2023 – Euphoric

### Singoli
- 2015 – Move Systems
- 2015 – Nothing Solutions
- 2017 – Feel It
- 2018 – Mellow
- 2018 – Started Out
- 2019 – About Work the Dancefloor
- 2019 – Never Let You Go
- 2020 – 24 Hours
- 2021 – Get Me Higher (con David Jackson)
- 2023 – It's Euphoric
- 2023 – Give It Up for Love
- 2023 – All Night

### Collaborazioni
- 2014 – When I'm Gone (Eyedress feat. Georgia)